# 圣卢迪多拉
圣卢迪多拉（法語：Saint-Loup-du-Dorat，法語發音：[sɛ̃ lu dy dɔʁa]）是法国马耶讷省的一个市镇，属于贡捷堡区。

## 地理
圣卢迪多拉（47°53'26"N, 0°25'2"W）面积8.29 平方千米，位于法国卢瓦尔河地区大区马耶讷省，该省份为法国西北部内陆省份，北起芒什省和奧恩省，西接伊勒-维莱讷省，南至曼恩-卢瓦尔省，东临萨尔特省。
与圣卢迪多拉接壤的市镇（或旧市镇、城区）包括：博蒙皮耶德伯夫、布埃赛、圣布里斯、欧韦尔勒阿蒙。

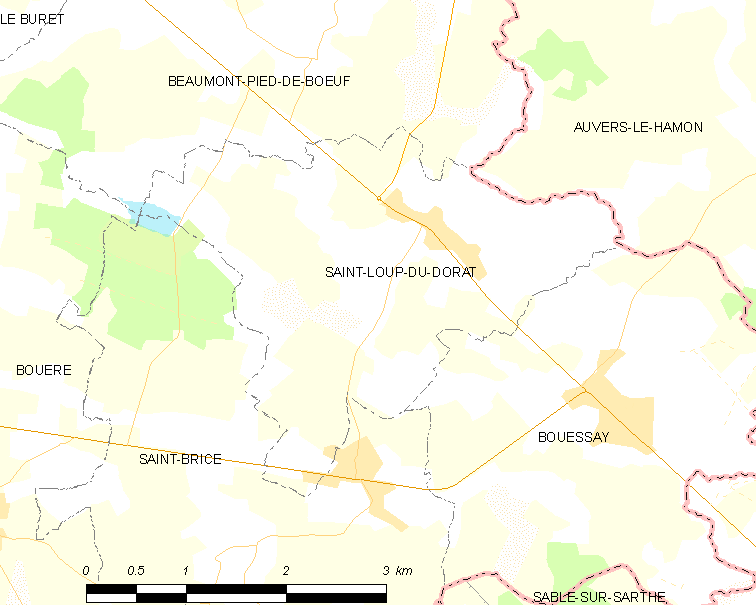
圣卢迪多拉的OSM定位图

圣卢迪多拉的时区为UTC+01:00、UTC+02:00（夏令时）。

## 行政
圣卢迪多拉的邮政编码为53290，INSEE市镇编码为53233。

## 政治
圣卢迪多拉所属的省级选区为梅莱迪迈讷县。

## 人口

1962-2008年间圣卢迪多拉人口变化图示

圣卢迪多拉于2022年1月1日时的人口数量为335人。